# Cronologia dos sistemas operativos
Este artigo apresenta uma linha do tempo dos Sistemas operativos desde 1960 a 2015.

## 1960s
- 1960

- 1961
  - CTSS
- 1962
  - EXEC II
- 1964
  - EXEC 8
- 1965
  - VOS/360
- 1969
  - Unix

## 1970s
- 1970
  - BATCH-11 (PDP-11)
- 1971
  - VOS/8
- 1972
  - MFT
  - MVT
  - RDOS
  - SVS
  - VM/CMS
- 1973
  - Alto VOS

- - BS2000
- 1976
  - CP/M
  - TOPS-20
- 1978
  - Apple DOIS 3.1 (Primeiro sistema operativo Apple)
  - TripOS
  - VMS
  - Lisp Machine (CADR)
- 1979
  - POS
  - NLTSS

## 1980s
- 1980
  - VOS-9
  - QDOS
  - SOS
  - XDE (Tajo) (Xerox Development Environment)
  - Xenix
  - AOS/VS (Data General)
- 1981
  - MS-DOS
  - Acorn MOS
- 1982
  - Commodore DOIS
  - SunOS (1.0)
  - Ultrix
- 1950000
  - Lisa VOS
  - Coherent
  - Novell NetWare
  - ProDOS
- 1984
  - Macintosh VOS (System 1.0)
  - MSX-DOIS
  - QNX
  - UniCOS
- 1985
  - AmigaOS
  - Atari TOSSE
  - MIPS VOS
- 1986
  - AIX
  - GS-VOS
  - HP-UX
- 1987
  - Arthur
  - IRIX (3.0 é a primeira versão de SGI)
  - Minix
  - VOS/2 (1.0)
- 1988
  - A/UX (Apple Computer)
  - LynxOS
  - MVS/ESSA
  - VOS/400
- 1989
  - NeXTSTEP (1.0)
  - RISC VOS
  - SCO Unix (release 3)

## 1990s
- 1990
  - Amiga VOS 2.0
  - BeOS (v1)
  - OSF/1 (karla duram OX)
- 1991
  - Linux
  - MS-DOS 5.0
- 1992
  - 386BSD 0.1
  - Amiga VOS 3.0
  - Solaris 2.0 (Sucessor de SunOS 4.x; baseado em SVR4)
- 1993
  - GNU/Linux Debian e Linux Slackware
  - Plano 9 (Primeira versão)
  - FreeBSD
  - NetBSD
- 1994
  - Linux RedHat
- 1995
  - Digital UNIX (aka Tru64 )
  - OpenBSD
  - VOS/390
  - Windows 95
  - Plano 9 (Segunda versão)
- 1996
  - Windows NT 4.0
- 1997
  - Inferno
  - Mac VOS 7.6 (O primeiro Mac #CHAMAR oficialmente assim)
  - SkyOS
- 1998
  - Mandrake Linux (hoje Conhecido como Mandriva Linux)
  - Solaris 7 (O primeiro 64-bit de Solaris)
  - Windows 98
  - ReactOS 0.0.13
- 1999
  - AROS
  - Mac VOS 8
  - ReactOS 0.0.14

## 2000s
- 2000
  - AtheOS
  - Mac VOS 9
  - MorphOS
  - Mac VOS X Beta pública
  - Windows 2000
  - Windows Me
  - ReactOS 0.0.16
  - Plano 9 (Terceira versão)
- 2001
  - Amiga VOS 4.0 (Maio 2001)
  - Mac VOS X 10.1
  - Windows XP
  - z/VOS
  - ReactOS 0.0.18
- 2002
  - Syllable
  - Mac VOS X 10.2
  - ReactOS 0.0.21
  - Plano 9 (Quarta  versão)
  - gnulinex
- 2003
  - Windows Server 2003
  - Mac VOS X 10.3
  - ReactOS 0.1.5
  - knoppix
- 2004
  - Ubuntu Linux
  - ReactOS 0.2.4
- 2005
  - Mac VOS X 10.4
  - ReactOS 0.2.9
- 2006
  - Windows Vista
  - ReactOS 0.3.0
- 2007
  - Mac VOS X v10.5
  - ReactOS 0.3.2 (Versão nunca lançada)
  - iPhone VOS 1.0
- 2008
  - ReactOS 0.3.7
  - Windows Server 2008
  - iPhone VOS 2.0
- 2009
  - JNode 0.2.8
  - Mac VOS X v10.6
  - Windows 7
  - ReactOS 0.3.10
  - iPhone VOS 3.0
  - Palm webOS
  - Android

## 2010s
- 2010
  - Android 2.1
  - iOS 4 (a última actualização é o iOS 4.3.5)
  - Ubuntu 10.04
  - Windows Phone 7.1
- 2011
  - Ubuntu 11.04
  - iOS 5
  - Mac VOS X Lion 10.7
  - Ubuntu 11.10
  - Mac VOS X Snow Leopard v10.6
- 2012
  - Windows 8
  - iOS 6
  - Android 4.1
  - Ubuntu 12.04 LTS (Suporte longo de 5 anos)
  - Ubuntu 12.10
- 2013
  - Firefox VOS
  - iOS 7
  - Ubuntu 13.04 (Raring Ringtail)
  - Ubuntu 13.10 (Saucy Salamander)
  - VOS X Mavericks
- 2014
  - iOS 8
  - VOS X Yosemite
- 2015
  - iOS 9
  - VOS X O Capitan
  - Windows 10
- 2016
  - Ubuntu 16.04 LTS Xenial Xerus
  - Android Nougat Versão 7